# Bangana gedrosicus
Bangana gedrosicus es una especie de peces de la familia de los Cyprinidae en el orden de los Cypriniformes.

## Morfología
Los machos pueden llegar alcanzar los 25 cm de longitud total.

## Distribución y hábitat
Es un pez de agua dulce, endémico de la cuenca del río Mashkel en Baluchistán, (Pakistán).